# Nowa Wieś Mała (Lewin Brzeski)
Pour les articles homonymes, voir Nowa Wieś Mała.
Nowa Wieś Mała est une localité polonaise du gmina de Lewin Brzeski, située dans le powiat de Brzeg (voïvodie d'Opole).